# Gaswirtschaftsjahr
Das Gaswirtschaftsjahr (GWJ) ist Grundlage zahlreicher Verträge über Erdgaslieferungen und die Buchung von Durchleitungskapazitäten bei den Fernleitungsnetzbetreibern. Das Gaswirtschaftsjahr ist der Zeitraum vom 1. Oktober, 06:00 Uhr eines Kalenderjahres bis zum 1. Oktober, 06:00 Uhr des folgenden Kalenderjahres (§ 2 der Gasnetzentgeltverordnung, z. B. vom 1. Oktober 2001 bis zum 1. Oktober 2002). Diese Regelung hat sich in der Gaswirtschaft etabliert, da etwa zu dieser Zeit die Heizperiode beginnt und sich der Erdgasbedarf erhöht. Auch die Bundesnetzagentur bezieht sich in ihren Festlegungen für den Gasbereich regelmäßig auf das Gaswirtschaftsjahr. 
Das Gaswirtschaftsjahr unterscheidet sich vom Gasspeicherjahr, welches vom 1. April eines Jahres bis einschließlich 31. März des Folgejahres andauert. 